# Gustaf Gustafsson (fotbollsspelare)
Gustaf Torvald Gustafsson, född 6 november 1902 i Göteborg, död 27 maj 1991, var en svensk fotbollsspelare (högerhalv) som spelade för Gais mellan 1924 och 1931. Han vann allsvenskan med klubben tre gånger: 1924/1925, 1926/1927 och 1930/1931.

## Biografi
Gustafsson föddes på Herkulesgatan på Hisingen och gick först i Brämaregårdens och sedan i Hisingstads skola. Han började spela organiserad fotboll i Lundby IF, som vid denna tid var den tongivande Hisingsklubben. Redan från början fann han sig till rätta som ytterhalvback, en position som han med sina precisa och noggranna passningar kom att behålla under hela sin karriär. Han gjorde sin värnplikt på Göta artilleriregemente vid Kviberg, och kunde kombinera militärtjänsten med spel för Lundby.

### Gais
Efter en match där Lundby sparrade Gais på Hisingstads plan blev han kontaktad av en av ledarna i Gais, och tillsammans med klubbkamraten i Lundby, Herbert Lundgren, skrev han på för Gais inför den allsvenska premiärsäsongen 1924/1925. För övergången fick de två kronor var samt färjepolletter för att kunna resa över älven till träningar och matcher. De fick också löfte om att från början tillhöra A-laget, vilket också skedde.
Första året i allsvenskan slutade med succé; Gais vann serien i stor stil, och tog hem det allsvenska guldet. Även 1926/1927 och 1930/1931 vann Gustafsson det allsvenska guldet med Gais; den sistnämnda titeln räknades även som SM-guld. Sammanlagt spelade Gustafsson 152 matcher och gjorde ett mål för klubben åren 1924–1931. Han var även utlånad till lokalrivalen IFK Göteborg för två vänskapsmatcher, 1927 mot Kjøbenhavns BK och 1931 mot Blackburn Rovers.

## Spelstil
Gustafsson hade en teknisk spelstil, men kunde också spela aggressivt, vilket ofta behövdes med den offensivt lagde Herbert Lundgren bakom sig på högerbacken i Gais. En av hans främsta offensiva uppgifter var att slå lämpliga löpbollar till högeryttern Rune Wenzel. Gustafsson togs två gånger ut att representera svenska landslaget, men var båda gångerna tvungen att lämna återbud av familjeskäl.

## Privatliv
Gustafsson var storebror till Gaisspelaren Ragnar Gustafsson, som därför kallades "Lille-Ragnar". Han var gift med Hilda och arbetade i det civila som förman på skofabriken A.F. Carlsson. När fabriken lade ner verksamheten i Göteborg flyttade makarna till Vänersborg, där huvudfabriken låg. Gustafsson var den siste som var kvar i livet ur det första allsvenska guldlaget.